# Мински споразумения
Минските споразумения са поредица от международни споразумения, които се опитват да прекратят войната в Донбаския регион на Украйна. Първото от тях, известно като Минския протокол, е изготвено през 2014 г. от Тристранната контактна група за Украйна, състояща се от Украйна, Русия и Организацията за сигурност и сътрудничество в Европа (ОССЕ), с посредничеството на лидерите на Франция и Германия в т. нар. Нормандски формат. След продължителни разговори в Минск, Беларус, споразумението е подписано на 5 септември 2014 г. от представители на Тристранната контактна група и, без признаване на техния статут, от тогавашните лидери на самопровъзгласилата се Донецка народна република (ДНР) и Луганската народна република (ЛНР). Това споразумение е резултат от множество предишни опити за спиране на боевете в региона и има за цел да приложи незабавно прекратяване на огъня.
Споразумението не успява да спре сраженията и впоследствие е ревизирано и обновено под името Минск II, което е подписано на 12 февруари 2015 г. Това споразумение се състои от пакет от мерки, включително прекратяване на огъня, изтегляне на тежки оръжия от фронтовата линия, освобождаване на военнопленници, конституционна реформа в Украйна, предоставяща самоуправление на определени райони на Донбас и възстановяване на контрола на държавната граница на страната от украинското правителство. Въпреки че боевете утихват след подписването на споразумението, те така и не приключват напълно и разпоредбите на споразумението никога не са напълно приложени. Страните от Нормандския формат се съгласяват, че Минск II остава основата за всяко бъдещо разрешаване на конфликта.
На фона на нарастващото напрежение между Русия и Украйна в началото на 2022 г. Русия официално признава Луганската и Донецката народна република на 21 февруари 2022 г. След това решение на 22 февруари 2022 г. руският президент Владимир Путин обявява, че Минските споразумения „вече не съществуват“ и че Украйна, а не Русия, е виновна за краха им. На 24 февруари 2022 г. започва руско нападение срещу Украйна

## Мински протокол
Минският протокол е изготвен от Тристранната контактна група за Украйна, която се състои от представители на Украйна, Русия и ОССЕ. Групата е създадена през юни 2014 г. като начин за улесняване на диалога и разрешаването на конфликта в Източна и Южна Украйна. Срещите на групата, заедно с неформални представители на отцепилите се Донецка и Луганска народни републики, се провеждат на 31 юли, 26 август, 1 септември и 5 септември 2014 г. Подробностите на споразумението, подписано на 5 септември 2014 г., до голяма степен наподобяват „мирния план от петнадесет точки“ на украинския президент Петро Порошенко от 20 юни.

### Текст на протокола
Текстът на протокола се състои от дванадесет точки:
1. Да осигури незабавно двустранно прекратяване на огъня.
2. Да осигури наблюдението и проверката на прекратяването на огъня от ОССЕ.
3. Децентрализация на властта, включително чрез приемането на украинския закон „За временния ред на местното самоуправление в определени области на Донецка и Луганска област“.
4. Осигуряване на постоянен мониторинг на украинско-руската граница и проверка от ОССЕ със създаване на зони за сигурност в граничните райони на Украйна и Руската федерация.
5. Незабавно освобождаване на всички заложници и незаконно задържани лица.
6. Закон за предотвратяване на съдебно преследване и наказване на хора във връзка със събитията, които са се случили в някои райони на Донецка и Луганска област.
7. Да продължи приобщаващия национален диалог.
8. Да вземе мерки за подобряване на хуманитарната ситуация в Донбас.
9. За осигуряване на предсрочни местни избори в съответствие с украинския закон „За временния ред на местното самоуправление в отделни райони на Донецка и Луганска област“.
10. Изтегляне на незаконни въоръжени групировки и военна техника, както и бойци и наемници от територията на Украйна.
11. Да се приеме програма за икономическо възстановяване и реконструкция на Донбас.
12. Да осигури лична охрана на участниците в консултациите.

### Подписалите
Следните представители подписват документа:
- Швейцарският дипломат и представител на ОССЕ Хайди Талявини
- Бившият президент на Украйна (от юли 1994 г. до януари 2005 г.) и украински представител Леонид Кучма
- Посланикът на Русия в Украйна и руски представител Михаил Зурабов
- Водачите на бунтовниците Александър Захарченко и Игор Плотницки[11]

### Последвал меморандум
През двете седмици след подписването на протокола от Минск има чести нарушения на прекратяването на огъня от двете страни в конфликта. Разговорите продължават в Минск и на 19 септември 2014 г. ее договорено последващо действие по протокола от Минск. Този меморандум изяснява прилагането на протокола. Сред някои от договорените миротворчески мерки са:
- Да се забранят полетите на бойни самолети над зоната за сигурност
- Да се изтеглят всички чуждестранни наемници от зоната на конфликта
- Да се забранят всякакви настъпателни операции
- Да се изтегли тежкото въоръжение на 15 km (9,3 mi) обратно от всяка страна на линията на контакт, създавайки 30 km (19 mi) буферна зона
- Да се възложи на Специалната мониторингова мисия на ОССЕ в Украйна да наблюдава изпълнението на протокола от Минск

### Ефикасност
След последвалия меморандум избухва Втората битка на летище Донецк и двете страни продължават да се обвиняват взаимно в нарушаване на примирието. В края на октомври министър-председателят на ДНР и подписал протокола от Минск Александър Захарченко заявява, че неговите сили ще си върнат територията, която са загубили от украинските сили по време на офанзива през юли 2014 г., и че силите на ДНР ще са готови да водят „тежки битки“ за да го постигнат. Впоследствие Захарченко казва, че е бил цитиран погрешно и че е искал да каже, че тези райони ще бъдат превзети чрез „мирни средства“.
Докато води кампанията си преди изборите на 2 ноември, проведени от ДНР и ЛНР в нарушение на протокола, Захарченко казва: „Това са исторически времена. Ние създаваме нова държава! Това е безумна цел." Председателят на ОССЕ Дидие Буркхалтер потвърждава, че изборите „противоречат на духа на написаното в протокола от Минск“, и каза, че те „ще усложнят допълнително неговото прилагане“.
В изказване на 5 декември руският външен министър Сергей Лавров казва, че изборите на ДНР и ЛНР на 2 ноември са били „точно в рамките на преговорите, в които са били договорени в Минск“, и че украинският парламент трябвало да приеме законопроект за амнистия на ДНР и Лидерите на ЛНР след украинските парламентарни избори в края на октомври. Според Лавров, по-внимателно наблюдение на руско-украинската граница, както е посочено в протокола от Минск, може да се осъществи само след одобрение на такъв закон за амнистия. Той отбелязва, че смята, че на 16 септември е издаден указ на украинския президент, забраняващ наказателното преследване на бойци от Донбас, но казва, че „сега е внесен законопроект, който предлага да се отмени“ указът.

### Нарушаване
Към януари 2015 г. протоколът за прекратяване на огъня от Минск е изцяло нарушен. След победата на сепаратистите на международното летище Донецк в разрез с протокола, говорителят на ДНР Едуард Басурин казва, че „Меморандумът от Минск няма да бъде разглеждан във формата, в която е приет“. По-късно през деня лидерът на ДНР Александър Захарченко казва, че ДНР „няма повече да прави опити за преговори за прекратяване на огъня“ и че силите му ще „атакуват точно до границите на Донецка област“. „Ню Йорк Таймс“ съобщава, че прекратяването на огъня се е „изпарило“.
На фона на нарастващото насилие в зоната на бойните действия, друг опит за преговори в Минск е насрочен за 31 януари. Членове на тристранната контактна група пътуват до Минск, за да се срещнат с представители на ДНР и ЛНР. Подписалите протокола от ДНР и ЛНР не присъстват, а присъстващите, не успяват да обсъдят прилагането на протокола или меморандума. Тези представители поискват преразглеждане на протокола и меморандума. Заседанието е прекратено без резултат.

## Минск II
Последователните опити за разрешаване на продължаващата война в района на Донбас в Украйна не дават резултат до началото на февруари 2015 г. Въпреки че Протоколът от Минск от 5 септември 2014 г. значително намалява сраженията в зоната на конфликта в продължение на месеци, дребните схватки продължават. В началото на януари 2015 г. сепаратистките сили на Донецката народна република (ДНР) и Луганската народна република (ЛНР) започват нова офанзива в контролирани от Украйна райони, което води до пълното пропадане на протокола за прекратяване на огъня от Минск.
След тежки боеве силите на ДНР превземат символично важното международно летище Донецк на 21 януари, последната парче от град Донецк, което до този момент е под украинския контрол. След тази победа сепаратистки сили продължават офанзивата си върху важния железопътен и пътен възел на Дебалцево в края на януари. Тази подновена тежка схватка предизвиква значителна загриженост в международната общност. Френският президент Франсоа Оланд и германският канцлер Ангела Меркел представят нов мирен план на 7 февруари.
Френско-германският план, изготвен след разговори с украинския президент Петро Порошенко и руския президент Владимир Путин, се разглежда като възраждане на Минския протокол. Президентът Оланд казва, че планът е „последният шанс“ за разрешаване на конфликта. Планът е представен в отговор на американските предложения за изпращане на въоръжение на украинското правителство, нещо, което според канцлера Меркел ще доведе само до влошаване на кризата.
Срещата на върха за обсъждане на изпълнението на френско-германския дипломатически план е насрочена за 11 февруари в двореца на независимостта в Минск, столицата на Беларус. На нея присъстват руският президент Владимир Путин, украинският президент Петро Порошенко, германският канцлер Ангела Меркел, френският президент Франсоа Оланд, лидерът на ДНР Александър Захарченко и лидерът на ЛНР Игор Плотницки. Преговорите продължават една нощ в продължение на шестнадесет часа, като германският външен министър казва, че са били „много трудни“.
След разговорите, на 12 февруари е обявено, че страните в конфликта са се споразумели за нов пакет от миротворчески мерки, Пакет от мерки за прилагане на Минските споразумения, който обикновено се нарича Минск II. Някои от договорените мерки са надзор на ОССЕ на безусловно прекратяване на огъня от 15 февруари, изтегляне на тежки оръжия от фронтовата линия, освобождаване на военнопленници и конституционна реформа в Украйна.

### Текст на споразумението
Пълният текст на споразумението е както следва:
1. Незабавно и пълно прекратяване на огъня в определени места от Донецка и Луганска област на Украйна и стриктното му изпълнение от 00:00 часа в полунощ EET на 15 февруари 2015 г.
2. Изтегляне на всички тежки оръжия от двете страни на еднакво разстояние с цел създаване на зона за сигурност на минимум 50 km (31 mi) отделно за артилерия с калибър 100 mm или повече и зона за сигурност от 70 km (43 mi) за множествени ракетни установки (MRLS) и 140 km (87 mi) за тактически ракетни системи Торнадо-С, Ураган, Смерч и ОТР-21:
  - за украински войски, от действителната линия на съприкосновение;
  - за въоръжени формирования на определени части на Донецка и Луганска област на Украйна, от линията на съприкосновение в съответствие с Меморандума от Минск от 19 септември 2014 г. Изтеглянето на гореспоменатите тежки въоръжения трябва да започне не по-късно от втория ден след началото на прекратяването на огъня и да приключи в рамките на 14 дни. Този процес ще бъде подпомаган от ОССЕ с подкрепата на Тристранната контактна група.
3. Ефективно наблюдение и проверка на режима на прекратяване на огъня и изтеглянето на тежки въоръжения от ОССЕ ще бъде осигурено от първия ден на изтеглянето, като се използват всички необходими технически средства като спътници, дронове, системи за радиолокация и др.
4. На първия ден след изтеглянето трябва да започне диалог относно начините за провеждане на местни избори в съответствие с украинското законодателство и Закона на Украйна „За временния ред на местното самоуправление в определени области на Донецка и Луганска област“, а също така за бъдещето на тези области въз основа на гореспоменатия закон. Без забавяне, но не по-късно от 30 дни от датата на подписване на този документ, трябва да бъде одобрена резолюция от Върховната Рада на Украйна, в която се посочва територията, която попада под специалния режим в съответствие със закона „За временния ред на Местно самоуправление в отделни части на Донецка и Луганска област“, базирано на линията, установена с Меморандума от Минск от 19 септември 2014 г.
5. Осигуряване на помилване и амнистия чрез приемане на закон, който забранява преследването и наказването на лица във връзка със събития, случили се в определени части на Донецка и Луганска област на Украйна.
6. Осигуряване на освобождаване и размяна на всички заложници и незаконно държани лица на принципа „всички за всички“. Този процес трябва да приключи – най-късно – на петия ден след изтеглянето (на оръжията).
7. Осигуряване на безопасен достъп, доставка, съхранение и разпространение на хуманитарна помощ на нуждаещите се въз основа на международен механизъм.
8. Определяне условията за пълно възстановяване на социалните и икономическите връзки, включително социални трансфери, като плащания на пенсии и други (доходи и приходи, навременно плащане на комунални сметки, възстановяване на данъчни плащания в рамките на украинското правно поле). С тази цел Украйна ще възстанови управлението на сегмента от своята банкова система в областите, засегнати от конфликта, и вероятно ще бъде създаден международен механизъм за облекчаване на подобни трансакции.
9. Възстановяване на контрола на държавната граница на украинското правителство в цялата зона на конфликт, който трябва да започне на първия ден след местните избори и да приключи след пълната политическа регулация (местни избори в определени части на Донецка и Луганска област въз основа на закона на Украйна и конституционната реформа) до края на 2015 г., при условие за изпълнение на точка 11 – при консултации и съгласуване с представители на отделни области на Донецка и Луганска област в рамките на Тристранната контактна група.
10. Изтегляне на всички чуждестранни въоръжени формирования, военна техника, а също и наемници от територията на Украйна под надзора на ОССЕ. Разоръжаване на всички незаконни групи.
11. Конституционна реформа в Украйна с нова конституция, която трябва да влезе в сила до края на 2015 г., чийто ключов елемент е децентрализацията (като се вземат предвид особеностите на отделни общини на Донецка и Луганска област, съгласувани с представителите на тези области), както и одобряване на постоянно законодателство относно специалния статут на определени общини от Донецка и Луганска област в съответствие с мерките, посочени в приложената бележка под линия,[note 1] до края на 2015 г.
12. Въз основа на Закона на Украйна „За временния ред на местното самоуправление в определени общини на Донецка и Луганска област“ въпроси, свързани с местните избори, ще бъдат обсъждани и съгласувани с представители на отделни общини на Донецка и Луганска област в рамките на тристранната контактна група. Изборите ще се проведат в съответствие със съответните стандарти на ОССЕ и ще бъдат наблюдавани от ОССЕ/СДИПЧ.
13. Активизиране на работата на Тристранната контактна група, включително чрез създаване на работни групи по прилагането на съответните аспекти на споразуменията от Минск. Те ще отразяват състава на Тристранната контактна група.

### Подписали
Документът е подписан от:
- Лидерите на сепаратистите Александър Захарченко и Игор Плотницки
- Швейцарският дипломат и представител на ОССЕ Хайди Талявини
- Бившият президент на Украйна и украински представител Леонид Кучма
- Посланик на Русия в Украйна и руски представител Михаил Зурабов

### Реакции
Новият пакет, обикновено наричан „Минск II“, е критикуван като „много сложен“ и „изключително крехък“, както и че е много подобен на провалилия се протокол от Минск. „Ню Йорк Таймс“ съобщава, че планът е „включил някои капани“, като например неразграничаване на контрола над град Дебалцево, който е мястото на най-ожесточените битки по време на изготвянето на плана. След преговорите в Минск канцлерът Меркел, президентът Оланд и президентът Порошенко присъстват на среща на върха на Европейския съюз (ЕС) в Брюксел.
На срещата на върха участниците в Минск информират лидерите на ЕС за преговорите. По време на брифинга те казват, че президентът Путин се е опитал да отложи прилагането на примирието с десет дни, за да принуди украинските войски в Дебалцево да предадат позициите си. От своя страна президентът Путин казва, че защитниците на Дебалцево са обкръжени и че сепаратистите очакват от тях „да хвърлят оръжие и да спрат съпротивата“.
Репортерът на Комерсант Андрей Колесников пише, че прилагането на прекратяването на огъня в Дебалцево зависи от това дали украинските сили наистина са били обкръжени: „Преди всичко съществува ли то или не? Владимир Путин настоява, че [обсадата] съществува и че ако бъде постигнато споразумение за прекратяване на огъня, ще бъде странно, ако то не бъде нарушено: тези в чайника със сигурност ще се опитат да се измъкнат оттам; тези, които са сварили този чайник, ще се опитат да съберат пяната."
Говорителят на Държавния департамент на САЩ Джен Псаки казва на 13 февруари, че руските въоръжени сили са се разположили активно около Дебалцево, за да помогнат на сепаратистите при изтласкването на украинските войски преди началото на примирието на 15 февруари. Русия отрече това, а говорителят на руското правителство Дмитрий Песков заяви, че Русия не може да съдейства за изпълнението на Минск II, тъй като „не е участник“ в конфликта.
Лидерът на Десния сектор Дмитро Ярош казва, че си запазва правото да продължи сражения и че Минск II е противоконституционен. Той казва, че неговият украински доброволчески корпус ще продължи да се бори „до пълното освобождаване на украинските земи от руски окупатори“ и обеща „смърт на руските терористи-окупатори“. Лидерът на ДНР Александър Захарченко казва, че прекратяването на огъня не се отнася за Дебалцево и че боевете ще продължат там.

### Ефикасност
Въпреки че боевете като цяло утихват след влизането в сила на прекратяването на огъня в 0:00 EET на 15 февруари, схватките и обстрелите продължават в няколко части от зоната на конфликта. Обстрелите и боевете при Дебалцево продължават, тъй като лидерът на ДНР Александър Захарченко казва, че прекратяването на огъня не важи за този район. В южната част на Донецка област продължават боевете между силите на ДНР и членовете на батальон „Азов“ в села край Мариупол. До 16 февруари Минск II изглежда на ръба на колапса. Сепаратистите продължават тежък щурм срещу Дебалцево. И двете страни заявяват, че няма да изтеглят тежките въоръжения, както е посочено в споразумението, докато боевете в Дебалцево продължават. Ройтерс определя прекратяването на огъня като „мъртвородено“ в Дебалцево. Украинските сили са принудени да се оттеглят от Дебалцево на 18 февруари, оставяйки града под контрола на сепаратистки сили.
През седмицата след падането на Дебалцево под проруски сили, боевете в зоната на конфликта затихват. На 24 февруари силите на ДНР и ЛНР започват да изтеглят артилерията от предните линии, както е посочено от Минск II, а Украйна прави това на 26 февруари. Украйна съобщава, че не е претърпяла жертви през 24 – 26 февруари, нещо, което не се е случвало от началото на януари 2015 г.
Парламентът на Украйна одобрява закон за „специален статут“ на Донбас на 17 март, както се уточнява в Минск II. По-късно, през 2019 г., украинският парламент гласува разширяване на регулациите, даващи ограничено самоуправление до контролирани от сепаратистите източни региони, предпоставка за споразумение за уреждане на петгодишния конфликт там. Законът е незабавно критикуван от украински политици, сепаратистки лидери и руското правителство. Лидерът на Радикалната партия Олех Ляшко казва, че законът е „глас за фактическо признаване на руската окупация в Донбас“. Заместник-председателят на парламента Андрий Парубий казва, че законът „не е за Путин или за окупаторите“, а за да покаже на Европа, че Украйна е готова да се придържа към Минск II. Руският външен министър Сергей Лавров казва, че законът е „рязко отклонение от Минските споразумения“. Представители на ЛНР и ДНР заявяват, че законът е „едностранна“ модификация на Минск II и че следователно споразумението е анулирано. Лидерът на ДНР Александър Захарченко казва, че всяка промяна на Минск II, която не е била взаимно договорена, е „юридически невалидна“ и че „нищо, което е било договорено в Минск, не е изпълнено“. Той добавя, че ДНР „трябва да окупира всички градове, в които се провежда референдумът, и след това да си сътрудничи политически [с Украйна] като равноправни партньори“. Въпреки това представители на ДНР и ЛНР продължават да изпращат предложения за мир до Тристранната контактна група за Украйна. Украинският министър на отбраната Степан Полторак казва на 8 юни 2015 г., че над 100 войници и най-малко 50 цивилни са били убити след влизането в сила на Минск II. Според него проруските сили са нарушили примирието повече от 4000 пъти. Противно на споразумението, представителят на ДНР Денис Пушилин и представителят на ЛНР Владислав Дейнего заявяват на 10 юни 2015 г., че техните републики „желаят да се присъединят към Руската федерация“. Освен това те казват, че смятат Крим, който е анексиран от Русия през март 2014 г., за част от Русия.
Служителят на американското министерство на отбраната Майкъл Карпентър казва на 2 март 2016 г., че най-малко 430 украински войници са загинали след подписването на Минск II, че Русия поддържа „връзки за командване и контрол“ над ДНР и ЛНР и че Русия „налива тежка оръжия“ в Донбас. Заместник-ръководителят на мисията на ОССЕ в Украйна Александър Хуг казва на 25 март 2016 г., че ОССЕ е наблюдавала „въоръжени хора с руски отличителни знаци“ да се бият в Донбас от началото на конфликта, че са разговаряли със затворници, които са казали, че са руски войници, и че са видели „следи от гуми, не самите превозни средства, а следите от превозни средства, преминаващи [руско-украинската] граница“. Говорителят на руското външно министерство Мария Захарова казва на 27 март 2016 г., че Русия „не е страна по Минските споразумения“ и че споразуменията са „посветени на две конфликтни страни“. Парламентарната асамблея на Организацията за сигурност и сътрудничество в Европа обаче твърди, че Протоколът от Минск включва и освобождаването на онези заложници, които са били отвлечени от украинска територия и са незаконно задържани в Русия, напр. Надежда Савченко и Олег Сенцов.
На 27 декември 2018 г. украинската информационна агенция УНИАН съобщава, че нито една разпоредба от сделката от Минск не е изпълнена напълно.
През юли 2020 г. кабинетът на президента на Украйна обявява, че Леонид Кучма повече няма да участва в работата на Тристранната контактна група (ТКГ) за разрешаване на ситуацията в източната част на Украйна. Леонид Кучма се среща с украинския президент Владимир Зеленски на 28 юли.
През юни 2021 г. президентът на САЩ Джо Байдън и руският президент Владимир Путин „се споразумяват да продължат дипломацията, свързана със споразумението от Минск“.
Планирана е среща в Нормандския формат между Русия, Украйна, Германия и Франция в Париж на 26 януари 2022 г. Украйна изпълнява условието на Русия за среща в Париж и решава да изтегли от парламента спорния законопроект за реинтеграцията на Крим и Донбас, тъй като законът противоречи на Минск II.

#### Избори в ДНР и ЛНР
Докато местните избори в Украйна през 2015 г. са насрочени за 25 октомври, лидерът на ДНР Александър Захарченко издава указ на 2 юли, с който нарежда местните избори на ДНР да се проведат на 18 октомври. Той казва, че това действие е „в съответствие с Минските споразумения“. Според Захарченко този ход означава, че ДНР „самостоятелно е започнала да изпълнява Минските споразумения“. Захарченко казва, че изборите ще се проведат „въз основа на закона на Украйна за временно самоуправление на отделните райони на Донецка и Луганска област“, доколкото те не противоречат на конституцията и законите на ДНР. „
В същия ден президентът Петро Порошенко отговаря, че ако изборите на ДНР продължат по този едностранен начин, това би било „изключително безотговорно и ще има опустошителни последици за процеса на деескалация на напрежението в някои райони на Донецк и Луганск“. Освен това ОССЕ заяви, че ще изпрати наблюдатели на изборите в зоната на конфликта само ако Украйна помоли за това. Както е посочено в Минск II, местните избори в контролирани от ДНР и ЛНР територии трябва да бъдат наблюдавани от ОССЕ, за да бъдат считани за легитимни. Лидерът на ЛНР Игор Плотницки последва ДНР, като насрочи избори в контролираната от него територия за 1 ноември 2015 г.
На фона на значителното намаляване на насилието, след споразумение за рестартиране на изпълнението на Минск II, което е договорено на 1 септември, Нормандската четворка провежда среща на 2 октомври. На срещата е договорено изборите в зоната на конфликта да се проведат в съответствие с Минск II. За да направи това, френският президент Франсоа Оланд казва, че изборите ще трябва да бъдат отложени за 2016 г., тъй като са необходими три месеца за подготовката им. Руският президент Владимир Путин се съгласява да използва влиянието си, за да предотврати провеждането на предсрочни избори на ДНР и ЛНР. Съответно, ДНР и ЛНР обявяват на 6 октомври, че планираните им избори са отложени за 21 февруари 2016 г. Местните избори в останалата част на Украйна се провеждат на 25 октомври 2015 г. След отлагането германският външен министър Франк-Валтер Щайнмайер казва, че ако наблюдателите на ОССЕ потвърдят, че планираните избори, които трябва да се проведат в сепаратистки райони, са в съответствие с украинското законодателство и Минск II, „законът за специален статут“ за тези райони ще влезе незабавно в действие.
На 18 април 2016 г. планираните (организирани от ДНР и ЛНР) местни избори са отложени от 20 април за 24 юли 2016 г. На 22 юли 2016 г. тези избори за ДНР и ЛНР отново са отложени за 6 ноември 2016 г. На 2 октомври 2016 г. ДНР и ЛНР провеждат „първични избори“, на които избирателите издигат кандидати за изборите на 6 ноември 2016 г. Украйна заклейми тези „първични избори“ като незаконни. На 4 ноември 2016 г. и ДНР, и ЛНР отлагат местните си избори „до друго нареждане“; ръководителят на ДНР Захарченко добавя, че „През 2017 г. ще проведем избори съгласно споразуменията от Минск или ще ги проведем самостоятелно“.
Изборите за Народен съвет на Донецката народна република и Народния съвет на Луганската народна република са организирани и проведени от Донецката и Луганската народни републики на 11 ноември 2018 г.

## Оценка и оттегляне
Участващите страни и наблюдатели като цяло заявяват, че споразуменията от Минск са „пътят напред“ за постигане на споразумение в Украйна. Критиците ги характеризират като неблагоприятни за Украйна и направени по принуда по време на война. Докато други смятат Руската федерация за страна по споразуменията като една от тристранната контактна група, позицията на Кремъл е, че тя е модератор.
През май и юни 2021 г. Марк Галеоти предлага „време е да признаем, че процесът от Минск е приключил – и може единствено да възпрепятства всеки по-смислен диалог“, и предлага като външна страна Обединеното кралство да придвижи дипломацията напред. В интервю от юни 2021 г. Владислав Сурков, помощник на Путин за политиката в Украйна от 2013 до 2020 г., който е отстранен от ролята си през февруари 2020 г., казва, че Украйна „може да бъде реформирана като конфедерация, с много свобода за регионите, които да решават нещата сами за себе си". Той казва, че страната ще бъде разкъсана от „геополитическата гравитация“ между Русия и Запада, описвайки споразуменията от Минск като акт, който „легитимира първото разделение на Украйна“ в „реконкиста“, „първата открита геополитическа контраатака от Русия [срещу Запада]“. През октомври 2021 г. руският външен министър Сергей Лавров казва, че „ако американците наистина са готови да подкрепят изпълнението на Минските споразумения, този въпрос може да бъде разрешен много бързо“.
Възниква спор за ролята на Руската федерация, като страните подразбират Минск като споразумение между Украйна и Русия, но руски служители, претендиращи за ролята на посредник, настояват Украйна да преговаря директно с представители на самопровъзгласилите се сепаратистки републики в части от Донецк и Луганск. Украинският президент Владимир Зеленски казва, че „няма намерение да разговаря с терористи“. Руската страна отказва преговори на високо ниво и Кремъл одобрява статия от октомври 2021 г. на бившия руски президент Дмитрий Медведев, озаглавена „Защо е безсмислено да се занимаваме с настоящото украинско ръководство“ (която някои критикуваха).
През ноември 2021 г. руското външно министерство нарушава дипломатическия протокол, като пуска поверителна кореспонденция с преговарящите Германия и Франция.
През декември 2021 г. началникът на Генералния щаб на руските въоръжени сили Валери Герасимов казва, че „Киев не изпълнява Минските споразумения. Украинските въоръжени сили изтъкват, че са започнали да използват доставени от САЩ противотанкови ракетни системи Javelin в Донбас и също така използват турски разузнавателни/ударни дронове. В резултат на това и без това напрегнатата ситуация в източната част на тази страна се влошава допълнително.“
През януари 2022 г. Алексей Данилов, секретар на Съвета за национална сигурност и отбрана на Украйна, казва, че „Изпълнението на споразумението от Минск означава унищожаване на страната. Когато те са подписани под цевта на руската оръжия – и германците и французите гледат – вече е ясно за всички рационални хора, че е невъзможно тези документи да бъдат приложени.“
През февруари 2022 г. финландският президент Саули Ниинистьо каза, че „най-възможното решение (на настоящата ситуация) може да бъде изпълнението на споразумението от Минск или поне значителен напредък в прилагането му“.
На 15 февруари 2022 г. руската Дума гласува призив към президента Путин да признае самопровъзгласилите се ЛНР и ДНР. На следващия ден говорител на руското правителство признава, че официалното признаване на републиките на Донбас няма да е в съответствие със споразуменията от Минск. Въпреки това той казва пред журналисти, че приоритетът на Путин за регулиране на ситуацията в Донбас е прилагането на механизмите, приети в рамките на тези споразумения. Русия официално признава самопровъзгласилите се Луганска и Донецка народни републики на 21 февруари 2022 г. След това решение на 22 февруари 2022 г. президентът Путин казва, че Минските споразумения „вече не съществуват“ и че Украйна, а не Русия, е виновна за разпадането им, като в коментарите си обвини Украйна в геноцид в Донбас. След това Русия нахлу в Украйна на 24 февруари 2022 г.